# Juan Martínez de Rozas
Juan Martinez de Rozas Correa né le 28 décembre 1758 à Mendoza (dépendant alors de la Capitainerie du Chili) et mort le 16 mai 1813 à Mendoza est un homme politique chilien, héros de l'indépendance du Chili.

## Biographie

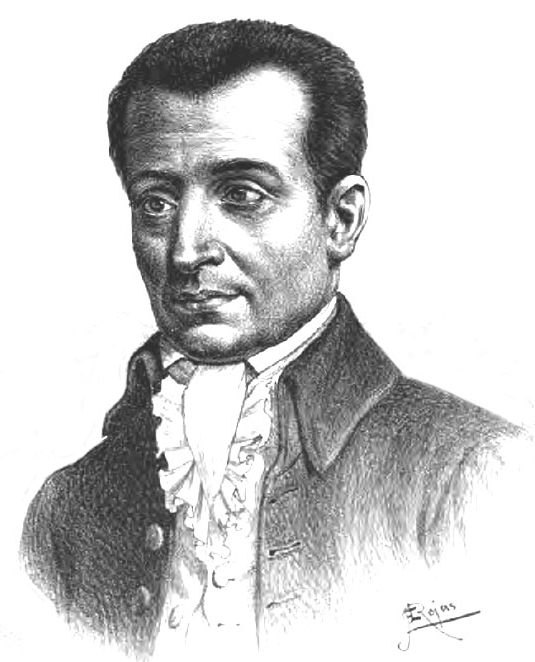

Il suit des études de philosophie, de droit et de théologie  à l'Université Royale de San Felipe de Santiago
Il est secrétaire du gouverneur du Chili Francisco Antonio García Carrasco avant la démission de celui-ci. 
En 1810 il est désigné comme membre de la Première Junte nationale du Chili. La mort de Mateo de Toro Zambrano décédé le 25 février 1811 le propulse président intérimaire de la Junte. Il ouvre la voie à l'élection du premier Congrès national. Pendant cette période, il réprime la mutinerie du colonel Thomas Figueroa. 
Le 5 septembre 1811 alors que José Miguel Carrera décide d'un coup d'État à Santiago, Rozas est à Concepción pour soutenir la ville en conflit avec Santiago sur le nombre de députés. La confrontation entre ces deux villes est heureusement évitée. Après le deuxième coup d'État de José Miguel Carrera et la dissolution subséquente du Congrès national, Rozas retourne à Concepción où il a travaille à l'installation d'un cabildo provincial. Là encore la confrontation est évitée grâce à la médiation de Bernardo O'Higgins. Cependant la tension entre les deux hommes subsiste et Carrera exile Rozas à Mendoza le 12 octobre 1812. 
Il meurt l'année suivante et est enterré à Mendoza. Ses restes sont ramenés à Santiago en 1890. 

## Source
- (es) Cet article est partiellement ou en totalité issu de l’article de Wikipédia en espagnol intitulé « Juan Martínez de Rozas » (voir la liste des auteurs).